# Tesseney
Cet article concerne une ville de l'Érythrée. Pour le district du même nom, voir Tesseney (district).
Tesseney (dont le nom s'écrit également Teseney ou Tessenei) est une petite ville située à l'ouest de l'Érythrée, à environ 45 kilomètres de la frontière soudanaise et environ 115 kilomètres de Barentu. Elle se trouve dans la région de Gash-Barka, dans le district de Tesseney, sur la rivière Mareb. La ville compte en 2004 environ 3 753 habitants. 

## Économie
Beaucoup d'habitants de Tesseney vivent du commerce avec les voisins soudanais. Dans les proches alentours de la ville sont cultivés le coton, le sésame et le mil. Tesseney est également un point de départ important pour des voyages en autobus dans le pays et à l'étranger.

## Histoire
Tesseney fut plusieurs fois bombardé pendant la guerre d'indépendance érythréenne contre l'Éthiopie, qui dura de 1961 jusqu'à 1991. Tesseney fut libéré en 1988. En dehors de la ville se trouve un monument dédié à Hamid Idris Awate qui tira les premiers coups de feu de la guerre en septembre 1961 et commença ainsi la guerre d'indépendance.